# Leptotyphlops jacobseni
Leptotyphlops jacobseni là một loài rắn trong họ Leptotyphlopidae. Loài này được Broadley & Broadley miêu tả khoa học đầu tiên năm 1999.